# Ichneumon leucogaster
Ichneumon leucogaster là một loài tò vò trong họ Ichneumonidae.